# Willi Ehrlich
Willi Ehrlich (* 13. Januar 1916 in Leipzig; † 9. Oktober 1977 in Weimar) war ein deutscher Politiker (SED) und Kulturfunktionär. Er war Oberbürgermeister von Görlitz sowie Direktor des Goethe-Nationalmuseums in Weimar.

## Leben
Ehrlich war der Sohn von Franz und Elisabeth Ehrlich und wuchs in der sozialdemokratischen Solidargemeinschaft von Leipzig-Reudnitz, den sogenannten "Roten Osten" auf. Er erlernte den Beruf des Schriftsetzers in der Firma Otto Regel. Er gehörte den Kinderfreunden, als Gruppenleiter den Roten Falken und als Ortgruppenvorsitzender der Sozialistischen Arbeiter-Jugend an.

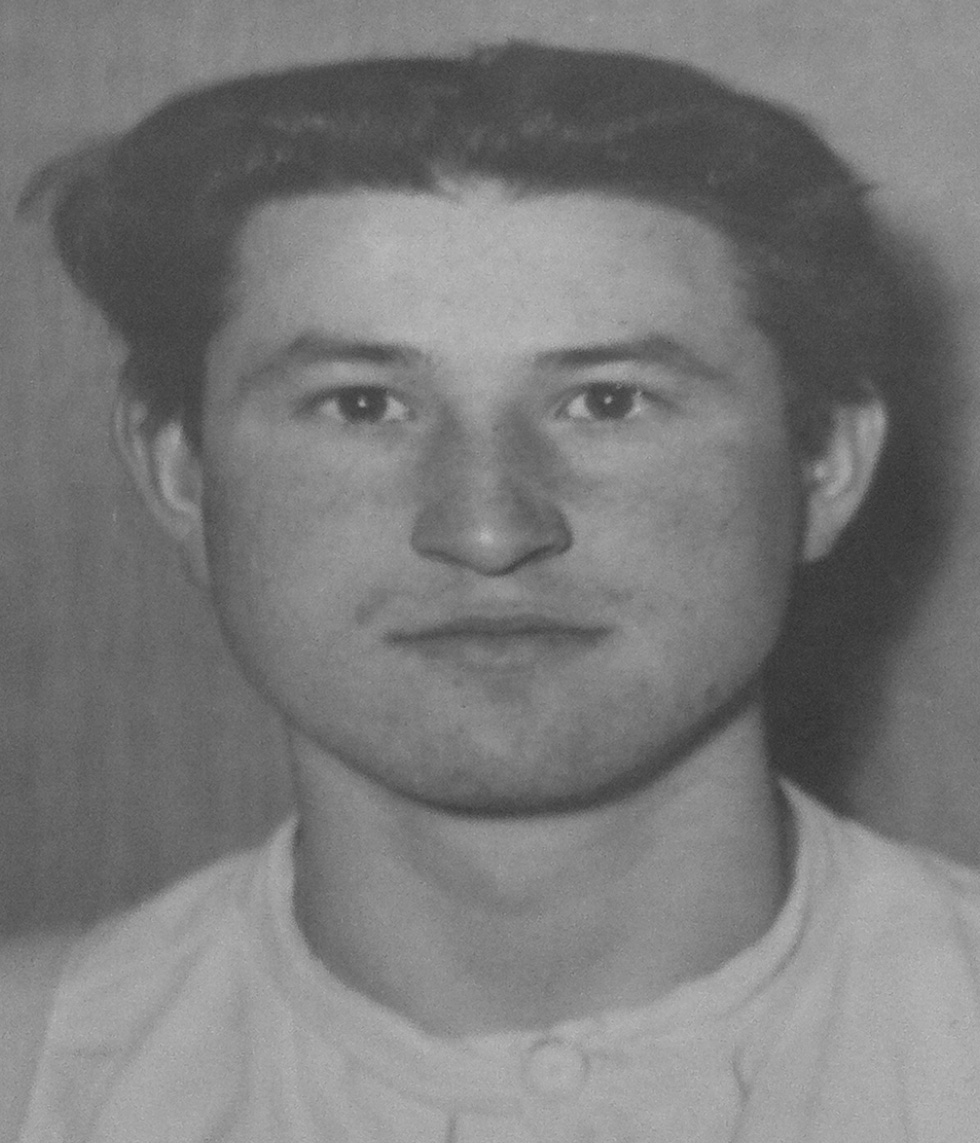
Willi Ehrlich, um 1935

Nach der Machtübernahme der Nationalsozialisten beteiligte sich Ehrlich am antifaschistischen Widerstand in Leipzig. 1933 wurde er Mitglied der Kommunistischen Partei Deutschlands und war infolge führend am Wiederaufbau des verbotenen und zerschlagenen Kommunistischen Jugendverbandes (KJVD) in Leipzig beteiligt. Mit seinem Bruder, dem Bauhaus-Architekten Franz Ehrlich, und Renate Scharsig, der späteren Ehefrau von Helmut Holtzhauer, produzierte er 1934 die illegale Samisdatzeitschrift Die junge Garde. Kampforgan des KJV Leipzig. Mitte 1934 reiste er zeitweise illegal in die Tschechoslowakei aus, wo er an kommunistischen Schulungen teilnahm. Im August 1934 wurde er verhaftet und vom Oberlandesgericht Dresden zu vier Jahren Zuchthaus und vier Jahren Ehrverlust verurteilt. Bis 1938 war er im Zuchthaus Waldheim. 1942 wurde er zur Wehrmacht ins Strafbataillon 999 eingezogen. In Tunis geriet er 1943 in US-amerikanische Kriegsgefangenschaft. 
1946 kehrte er nach Leipzig zurück, trat er in die Sozialistische Einheitspartei Deutschlands (SED) ein und arbeitete als Dezernent für Wirtschaft und Wirtschaftsplanung der Stadtverwaltung Leipzig unter Helmut Holtzhauer. Später war er Dezernent für innere Verwaltung und als stellvertretender Oberbürgermeister von Leipzig. Von Oktober 1950 bis 1954 war er Oberbürgermeister von Görlitz. Von dieser Funktion wurde Ehrlich wegen „kapitulantenhaften Verhaltens am 17. Juni 1953“  abgelöst und erhielt von der SED als Parteistrafe eine "Rüge". Infolge arbeitete er als Verwaltungsdirektor der Technischen Hochschule Dresden, bis er 1958 zum Ersten Sekretär der Parteileitung der SED an der Technischen Hochschule bzw. Technischen Universität Dresden gewählt wurde. Neben seiner beruflichen Tätigkeit absolvierte er ein externes Studium der Wirtschaftswissenschaften an der Humboldt-Universität zu Berlin, das er 1960 als Diplom-Wirtschaftler abschloss. 1965 wurde er mit einer Arbeit über das Reichskuratorium für Wirtschaftlichkeit bzw. das Rationalisierungskuratorium der deutschen Wirtschaft zum Dr. rer. oec. promoviert. 
1964 begann Ehrlich als Mitarbeiter im Projekt „Arbeiterbewegung und Klassik“ der Nationalen Forschungs- und Gedenkstätten der klassischen deutschen Literatur  in Weimar (NFG, heute Klassik Stiftung Weimar). Im darauf folgenden Jahr wurde er Abteilungsleiter der NFG und Direktor des Goethe-Nationalmuseums. Des Weiteren leitete er die Arbeiten zur Wiederherstellung der Historischen Kuranlagen und des Goethe-Theaters Bad Lauchstädt, in die auch sein Bruder Franz Ehrlich involviert war. Zudem leitete Neugestaltung und Erweiterung der Goethe-Gedenkstätten in Ilmenau, Gabelbach und Stützerbach sowie des Klopstock-Museums Quedlinburg, der Goethe-Gedenkstätte Schloß Kochberg und des Herdermuseums in Morag (Polen).
Beim Rat für Museumswesen der DDR war er Leiter der Sektion Literatur-, Theater- und Musikmuseen. Über viele Jahre engagierte er sich weiterhin als Parteisekretär und Leitungsmitglied der Grundorganisation der SED in der NFG und ab 1974 als Vorsitzender des Komitees Antifaschistischer Widerstandskämpfer für die Kreise Weimar und Apolda.
Am 9. Oktober 1977 starb er nach kurzer, schwerer Krankheit. 

### Privates
In erster Ehe war er mit der antifaschistischen Widerstandskämpferin Elfriede Küster (* 10. Juli 1915) verheiratet. Sie hatten eine Tochter (* 1943) und einen Sohn, Werner Ehrlich (* 1948, † 2021), der 2004 das erste Plattenbaumuseum in Dresden gründete. Seine zweite Ehefrau war Margarete, geb. Prenzel (* 1920).

## Schriften
- Sozialismus und Klassik, Weimar: NFG, 1964.
- Das „Reichskuratorium für Wirtschaftlichkeit“ und das „Rationalisierungskuratorium der deutschen Wirtschaft“ – eine Organisation der deutschen Monopole. Eine ideengeschichtliche Studie, Berlin: Humboldt-Universität, 1965 (Dissertation).
- Roter Oktober und klassische deutsche Literatur, Weimar: NFG, 1967.
- Bad Lauschtädt. Historische Kuranlagen und Goethe-Theater, Weimar: NFG, 1968 (7. Auflage, 1981).
- Das Wittumspalais in Weimar, Weimar: NFG, 1970 (10. Auflage, 1982; Neuauflage 1984).
  - Вдовий дворец в Веймаре (russische Übersetzung, 1972)
  - Vdovský palác ve Výmaru (tschechische Übersetzung, 1974).
  - Özvegyi-palota Weimarban (ungarische Übersetzung, 1974).
  - Palac Wittumspalais w Weimarze (polnische Übersetzung, 1975).
  - Le palais de la douairière à Weimar (französische Übersetzung, 1975).
- Goethegedenkstätte Jagdhaus Gabelbach, Weimar: NFG, 1971.
- Charles Gore. Ein Maler und Zeichner in Anna Amalias Tafelrunde, Weimar: NFG, 1971.
- Goethehaus Stützerbach, Weimar: NFG, 1972. (Auflage 1985)
- (zusammen mit Marie-Luise Kahler), Goethes Sammlung zur Mineralogie, Weimar: NFG, 1972.
- Ilmenau, Gabelbach, Stützerbach. Die Goethe-Gedenkstätten und der Wanderweg „Auf Goethes Spuren“ , Weimar: NFG, 1972 (5. Auflage 1990).
- Schloss Kochberg. Goethe-Gedenkstätte, Weimar: NFG, 1975 (9. Auflage, 1983).
- Adam Friedrich Oeser. Freund und Lehrer Winckelmanns und Goethes, Stendal: Winckelmann-Gesellschaft, 1976.
- Das Herder-Museum in Morąg, Weimar: NFG, 1977.
  - Pamięci J. G. Herdera (polnische Übersetzung, 1978).
- (zusammen mit Alfred Paszkowiak), Weimar. Leipzig: Brockhaus, 1977.
- Das römische Haus im Park an der Ilm, Weimar: NFG, 1977.
- Goethes Wohnhaus am Frauenplan in Weimar, Weimar: NFG, 1978 (9. Auflage 1990).
  - Дом Гете на Фрауенплане в Веймаре (russische Übersetzung, 1979, 5. Auflage 1990).
  - Goethe’s house on the Frauenplan at Weimar (englische Übersetzung, 1980; 3. Auflage, 1989).
  - Goethův dům na Frauenplánu ve Výmaru (tschechische Übersetzung, 1980, 2. Auflage, 1988).

## Auszeichnungen
- Medaille für Ausgezeichnete Leistungen (1952, 1955)
- Aktivist des Fünfjahrplans (1956)
- Medaille Kämpfer eggen den Faschismus (1958)
- Verdienstmedaille der DDR (1959)
- Nationalpreis der DDR für Kunst und Literatur II. Klasse (gemeinsam mit dem Leitungskollektiv der NFG, 1969)
- Vaterländischer Verdienstorden in Bronze